# غمسان (محافظة)
محافظة غمسان (غمسان غون) هي محافظة تقع في مقاطعة تشنغتشونغ الجنوبية، كوريا الجنوبية.

## المناخ
يظهر الجدول التالي التغييرات المناخية على مدار السنة لغمسان:
| البيانات المناخية لـغمسان                                                     | البيانات المناخية لـغمسان | البيانات المناخية لـغمسان | البيانات المناخية لـغمسان | البيانات المناخية لـغمسان | البيانات المناخية لـغمسان | البيانات المناخية لـغمسان | البيانات المناخية لـغمسان | البيانات المناخية لـغمسان | البيانات المناخية لـغمسان | البيانات المناخية لـغمسان | البيانات المناخية لـغمسان | البيانات المناخية لـغمسان | البيانات المناخية لـغمسان |
| الشهر                                                                         | يناير                     | فبراير                    | مارس                      | أبريل                     | مايو                      | يونيو                     | يوليو                     | أغسطس                     | سبتمبر                    | أكتوبر                    | نوفمبر                    | ديسمبر                    | المعدل السنوي             |
| ----------------------------------------------------------------------------- | ------------------------- | ------------------------- | ------------------------- | ------------------------- | ------------------------- | ------------------------- | ------------------------- | ------------------------- | ------------------------- | ------------------------- | ------------------------- | ------------------------- | ------------------------- |
| الدرجة القصوى °م (°ف)                                                         | 17.5 (63.5)               | 21.8 (71.2)               | 27.1 (80.8)               | 31.5 (88.7)               | 35.0 (95.0)               | 34.8 (94.6)               | 37.5 (99.5)               | 36.3 (97.3)               | 34.0 (93.2)               | 29.4 (84.9)               | 26.4 (79.5)               | 18.6 (65.5)               | 37.5 (99.5)               |
| متوسط درجة الحرارة الكبرى °م (°ف)                                             | 3.6 (38.5)                | 6.3 (43.3)                | 12.0 (53.6)               | 19.3 (66.7)               | 24.0 (75.2)               | 27.5 (81.5)               | 29.5 (85.1)               | 30.1 (86.2)               | 26.0 (78.8)               | 20.7 (69.3)               | 13.2 (55.8)               | 6.4 (43.5)                | 18.2 (64.8)               |
| المتوسط اليومي °م (°ف)                                                        | −2.7 (27.1)               | −0.3 (31.5)               | 4.9 (40.8)                | 11.6 (52.9)               | 16.9 (62.4)               | 21.4 (70.5)               | 24.6 (76.3)               | 24.7 (76.5)               | 19.6 (67.3)               | 12.6 (54.7)               | 5.8 (42.4)                | −0.3 (31.5)               | 11.6 (52.9)               |
| متوسط درجة الحرارة الصغرى °م (°ف)                                             | −8.1 (17.4)               | −6.1 (21.0)               | −1.6 (29.1)               | 4.0 (39.2)                | 10.0 (50.0)               | 15.8 (60.4)               | 20.5 (68.9)               | 20.6 (69.1)               | 14.6 (58.3)               | 6.5 (43.7)                | −0.1 (31.8)               | −5.8 (21.6)               | 5.9 (42.6)                |
| أدنى درجة حرارة °م (°ف)                                                       | −22.2 (−8.0)              | −20.7 (−5.3)              | −13.1 (8.4)               | −6.9 (19.6)               | 0.0 (32.0)                | 5.8 (42.4)                | 10.9 (51.6)               | 9.9 (49.8)                | 3.6 (38.5)                | −5.1 (22.8)               | −10.9 (12.4)              | −19.7 (−3.5)              | −22.2 (−8.0)              |
| الهطول مم (إنش)                                                               | 29.4 (1.16)               | 37.8 (1.49)               | 51.9 (2.04)               | 75.7 (2.98)               | 90.1 (3.55)               | 173.0 (6.81)              | 308.4 (12.14)             | 266.8 (10.50)             | 139.8 (5.50)              | 48.5 (1.91)               | 47.5 (1.87)               | 28.2 (1.11)               | 1٬296٫8 (51.06)           |
| متوسط أيام هطول الأمطار (≥ 0.1 mm)                                            | 7.7                       | 6.5                       | 8.5                       | 7.6                       | 8.2                       | 9.2                       | 14.8                      | 13.9                      | 9.0                       | 5.7                       | 7.9                       | 7.8                       | 106.8                     |
| متوسط الأيام المثلجة                                                          | 7.6                       | 5.2                       | 2.6                       | 0.1                       | 0.0                       | 0.0                       | 0.0                       | 0.0                       | 0.0                       | 0.1                       | 1.8                       | 6.0                       | 22.8                      |
| متوسط الرطوبة النسبية (%)                                                     | 71.8                      | 68.2                      | 65.0                      | 61.5                      | 65.7                      | 71.2                      | 77.3                      | 77.3                      | 76.2                      | 74.0                      | 72.9                      | 73.4                      | 71.2                      |
| ساعات سطوع الشمس الشهرية                                                      | 169.0                     | 177.4                     | 210.6                     | 231.4                     | 246.3                     | 212.4                     | 179.1                     | 191.1                     | 184.2                     | 195.6                     | 158.9                     | 157.8                     | 2٬318٫4                   |
| نسبة وصول أشعة الشمس                                                          | 54.4                      | 57.8                      | 56.8                      | 58.8                      | 56.4                      | 48.6                      | 40.3                      | 45.6                      | 49.4                      | 55.9                      | 51.5                      | 52.2                      | 52.1                      |
| المصدر: Korea Meteorological Administration (percent sunshine and snowy days) |                           |                           |                           |                           |                           |                           |                           |                           |                           |                           |                           |                           |                           |

## وصلات خارجية
- الموقع الإلكتروني الرسمي للحكومة